# Austriacki Oscar dla Filatelistów
Austriacki Oscar dla Filatelistów – międzynarodowa nagroda przyznawana corocznie od 1958 roku w Dniu Znaczka. Pierwszym laureatem nagrody był Edwin Müller.